# 종이컵

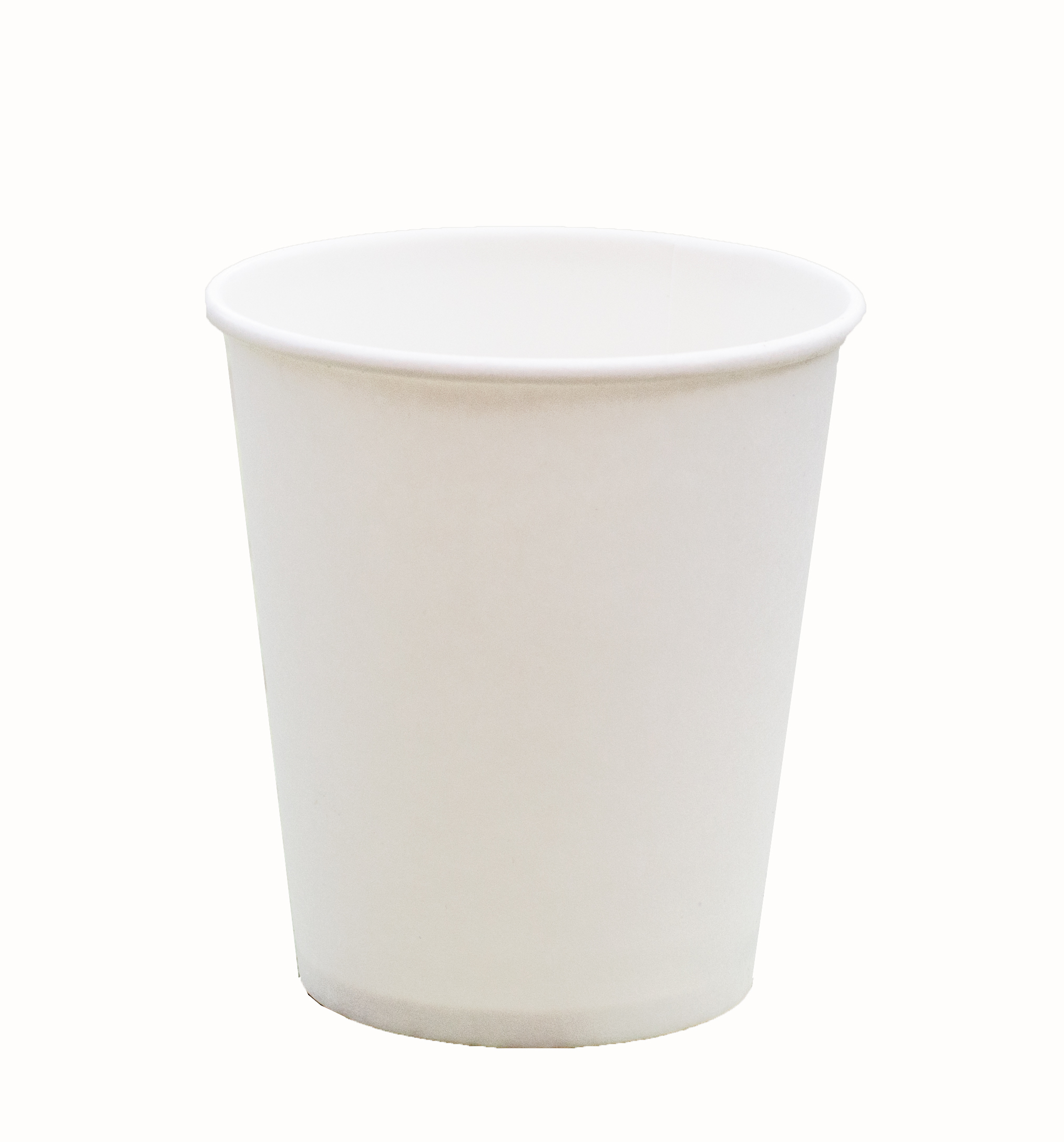
종이컵

종이컵은 종이로 만들어진 일회용 컵으로, 플라스틱이나 왁스로 코팅되어 있어 액체가 종이를 통하여 스며들거나 유출되지 않게 한다. 종이잔(--盞)이라고 한다. 재활용지로 만들며 전 세계적으로 널리 사용된다. 설거지를 하여도 종이컵의 종이가 유리나 플라스틱보다 금방 약해져 오래 사용할 수 없으므로 일회용품이다.
다른 종류의 컵들과 크기가 같은 것이 일반적이지만 소주잔으로 되어 있는 종이컵은 크기가 작다. 또 과자 등을 담아서 파는 종이컵은 크기가 사발만큼 크고 패스트푸드점에서 음료를 담아서 파는 컵은 길이가 일반적인 컵의 2~4배인 등 음식점에서 포장판매할 때 다소 크기가 큰 종이컵을 사용하기도 한다. 아이스크림을 담아서 판매하는 종이컵은 일반적인 종이컵과 크기는 비슷한데 옆으로 퍼져 있다. 우리가 흔히 사용하는 자판기 사이즈는 6.5온스이며 180ml이다.

## 종이컵의 발명
종이컵은 중국 제국의 문헌에 기록되어 있으며, 이 종이는 기원전 2세기에 발명되었다.
현대에 쓰이는 종이컵은 1907년에 미국의 하버드 대학교에 재학 중이던 휴그 무어가 발명했다. 그 무렵 그의 형 로렌스 루엘랜은 생수 자동판매기를 발명하였다. 그런데 그의 형 로렌스 루엘랜이 발명한 생수 자동판매기에서 판매하는 데 사용되는 컵이 도자기컵이라 판매되면서 나올때 깨지는 일이 많아 문제가 되고 있었다. 그러자 그 자동판매기의 인기는 하락하여 판매량이 급감하게 된다. 이에 휴그 무어는 도자기컵 아닌 다른 종류의 컵으로 자동판매기에서 음료수를 판매하는 데 사용할 컵의 재료를 찾다가 깨지지 않는 종이를 떠올리게 된다.
문제는 종이가 물에 젖으면 쉽게 녹거나 훼손된다는 것이었는데, 그는 물에 젖어도 녹거나 훼손되지 않는 종이를 찾기 위해 종이관련 책을 읽고, 해당 종이들을 가져다가 물에 얼마나 견디나 실험을 하다가 태블릿 종이가 물에 젖어도 녹거나 훼손되지 않는 사실을 알고 태블릿 종이를 컵모양으로 만든다. 그 후 그의 형 로렌스 루엘랜이 발명한 자동판매기에서 도자기컵 대신 종이컵에 음료수나 물을 담아서 판매했다.
종이컵을 발명한 후 하버드 대학교를 중퇴한 휴그 무어는 생수 장사가 잘 안되자 W.T.그래험으로부터 종이컵을 생산하는 회사를 설립하면 20만 달러를 지원하겠다는 제안을 받는다. W.T.그래험의 제안을 받아들여 종이컵생산회사를 차린 휴그 무어는 종이컵 장사가 잘되어 엄청난 돈을 벌게 된다. 민간보건연구소의 연구원이던 사무엘 크럼빈이 '인간을 바이러스로부터 구하는 길은 오직 1회용 컵을 사용하는 것뿐이다'라며 휴그 무어가 발명한 종이컵을 두둔하자 종이컵의 판매량은 더욱 급등한다.
그 후 1920년에 휴그 무어는 아이스크림을 담을 수 있는 종이컵을 발명한다.

## 활용도
다 쓴 종이컵은 일반적으로 그냥 버리는 경우가 많지만 환경오염을 야기시키는 경우가 있어, 이에 따른 대책을 마련하기 위해 먼지, 지우개 가루, 부러진 샤프심 등을 처리하는 도구로도 널리 쓰는 경우도 있다. 또한 어쩔 때에는 휴지, 이쑤시개 등을 집어넣는 경우도 자주 있다.